# Immediate mode
Immediate mode verwijst naar een programmeerstijl voor de weergave van applicaties of games op een display waarbij de persistente representatie van de grafische objecten, hun ruimtelijke verhoudingen, hun voorkomen en, in games, de locatie van de camera in het geheugen worden bijgehouden door de applicatie en doorgegeven worden aan de gebruikte bibliotheek om het te renderen. Bij elk frame worden de objecten opnieuw doorgegeven aan de bibliotheek. De programmeur heeft op deze manier maximale controle over het programma.
Het tegenovergestelde van immediate mode is retained mode waarbij de data van de weergegeven objecten bijgehouden wordt door de gebruikte bibliotheek. Het laden, bijhouden, cullen en renderen van de data wordt verzorgd door de bibliotheek en de programmeur kan zich op een hoger niveau bezighouden met de applicatie.
Voorbeelden van bibliotheken in immediate mode zijn OpenGL en QuickDraw 3D (ondersteunt zowel retained als immediate mode).